# Paus Celestinus I
Celestinus I, Latijn: Coelestinus of Caelestinus (Rome, geboortedatum onbekend - aldaar, 6 april 432) was de 43e paus van de Rooms-Katholieke Kerk. Zijn naam betekent de verhevene. Beweerd wordt dat hij familie is van keizer Valentinianus III, maar dit is nooit bewezen. Zijn vader was een zekere Priscus. Van Celestinus' vroege leven is niets bekend, totdat hij in 416 in een brief van paus Innocentius I genoemd wordt als Celestinus de deken. Men neemt wel aan dat hij enige tijd in Milaan verbleef, bij Sint Ambrosius, maar ook hiervoor zijn weinig aanwijzingen.
Men schrijft delen van de liturgie toe aan Celestinus, maar welke delen dit zijn is niet meer te achterhalen. Hij organiseerde het concilie van Efeze, waarop de Nestorianen veroordeeld werden. Ook pelagianisme, novatianisme en donatisme werden door hem verworpen. Hij sloot de leider van de Novatianen, bisschop Novatianus, op en verbood hem de mis te vieren, omdat deze zich als tegenpaus had uitgeroepen. Belangrijkste geschilpunt was dat Novatianus tijdelijk afvallige gelovigen hun zonden niet wilde vergeven. Op 15 maart 431 stuurde Celestinus vier brieven naar bisschoppen in Illyricum, Narbonne, Afrika en Thessaloniki.
Ook met betrekking tot de missie was Celestinus erg actief. Hij zond Palladius als bisschop naar Ierland, waar Patricius al actief was. In zijn orthodoxie liet hij de innovaties van zijn voorgangers geen vervolg krijgen.
Celestinus stierf op 6 april 432 en werd begraven op het kerkhof van de heilige Priscilla in Rome. Zijn lichaam werd later verplaatst naar de Basilica di Santa Prassede. Celestinus wordt als heilige vereerd. Zijn katholieke feestdag is 27 juli. De orthodoxen gedenken hem op 8 april. In de kunst wordt hij met een duif, draak of met vuur afgebeeld.
Cursief: tegenpaus